# Connasse, princesse des cœurs
Ne doit pas être confondu avec Cognasse (film).
Pour plus de détails, voir Fiche technique et Distribution.
Connasse, princesse des cœurs est un film français réalisé par Noémie Saglio et Éloïse Lang et sorti en 2015. Il s'agit d'une adaptation de la série télévisée de sketchs Connasse.

## Synopsis
Le film met en vedette l'actrice Camille Cottin dans le rôle de Camilla, une femme égocentrique et insupportable qui se rend compte qu'elle ne mène pas la vie qu'elle mérite et décide de devenir une altesse royale. Elle se rend alors au Royaume-Uni dans l'idée de rencontrer le prince Harry, persuadée que ce dernier tombera aussitôt amoureux d'elle et l'épousera.

## Fiche technique
- Titre original : Connasse, princesse des cœurs
- Titre international : The Parisian Bitch, Princess of Hearts
- Titre allemand : Harry Me! The Royal Bitch of Buckingham
- Réalisation et scénario : Noémie Saglio[1] et Éloïse Lang[2]
- Costumes : Béatrice Lang
- Photographie : Thomas Brémond
- Son : David Amsalem
- Montage : Sandro Lavezzi
- Musique : Fred Avril
- Producteur : Cyril Colbeau-Justin, Jean-Baptiste Dupont, Sidonie Dumas, Éloïse Lang et Noémie Saglio
- Producteur exécutif : David Giordano
- Directeur de Production : Antonio Rodrigues
- Régisseur Général : Mathieu Cauvin
- Producteurs associés : Cyril Hauguel, Serge de Poucques et Sylvain Goldberg
- Budget : 3,99 M €

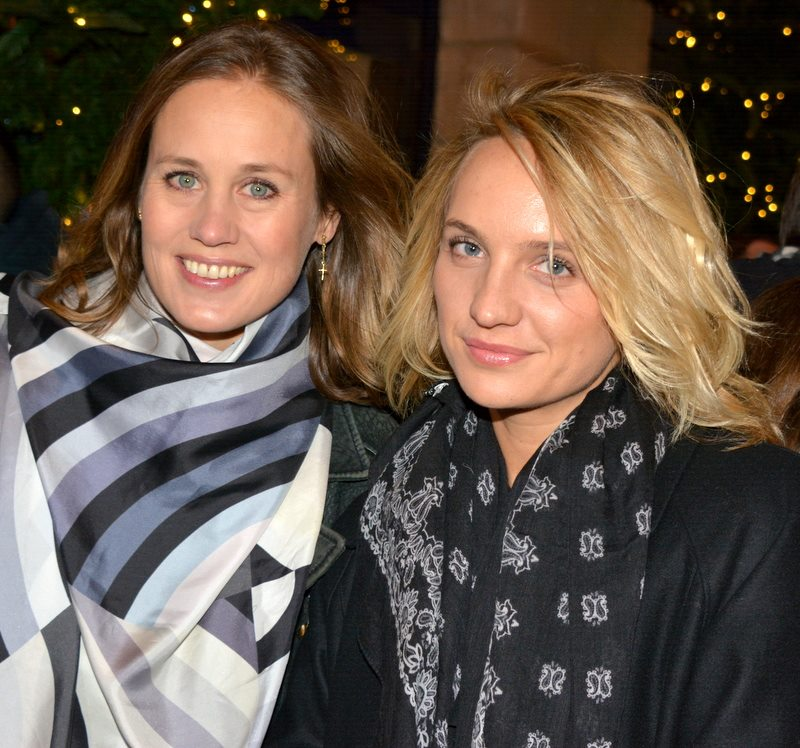
Les réalisatrices Éloïse Lang et Noémie Saglio.

- Sociétés de production : LGM Productions, Les Productions de la Connasse, Silex Films, Gaumont, TF1 Films Production, Sofitvciné 2
- Société de distribution :
  -  France : Gaumont Distribution
  -  Belgique : Victory Productions
  -  Suisse : Praesens Film
- Pays de production :  France
- Langue originale : français et anglais
- Format : couleur
- Son : Dolby Digital
- Genre : comédie
- Durée : 80 minutes
- Dates de sortie[3] : 
  - France, Suisse : 29 avril 2015
  - Belgique , Luxembourg : 6 mai 2015
  - Allemagne : 5 novembre 2015

## Distribution

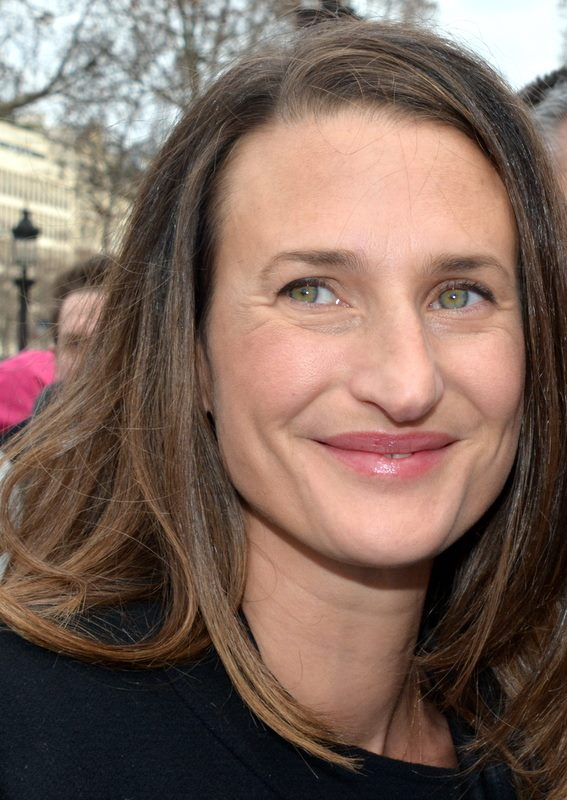
L'actrice principale Camille Cottin au déjeuner des nommés des Césars 2016.

- Camille Cottin : Camilla, la « Connasse »
  - Lou Cottin et Rosie Mahon de Monaghan : Camilla enfant
- Cécile Boland : la nounou
- Marie-Christine Adam : la mère
- Stéphane Bern : lui-même
- Kad Merad : lui-même
- Huguette Maure : elle-même
- Antony Hickling : William (voix)

## Production
Le 13 février 2015, Gaumont Distribution révèle la sortie d'un film adapté de la série à sketchs de Canal+, Connasse, et réalisé par le duo de créatrices de la série, avec deux teasers qui annoncent la sortie du film le 29 avril 2015 au cinéma en France puis le 30 mars 2015, la bande-annonce officielle et l'affiche du film sont dévoilées sur internet.
Le tournage du film s'est déroulé à Paris et à Londres. Les scènes étaient tournées par des cadreurs qui accompagnaient Camille Cottin, par des membres de l'équipe dispersés un peu partout et parfois par l'actrice elle-même à l'aide d'une caméra GoPro cachée dans divers accessoires (sacs, poussettes, etc.).

## Accueil

### Box-office
Le jour de sa sortie, le film est arrivé en tête des premières séances au box-office parisien avec 1 525 entrées pour 18 copies.
- Entrées totales en  France : 1 199 096 entrées en salle (au 16 juin 2015)[8]

| Semaines    | Rang | Entrées |
| ----------- | ---- | ------- |
| 1re semaine | 2    | 517 727 |
| 2e semaine  | 2    | 246 915 |
| 3e semaine  | 4    | 190 358 |
| 4e semaine  | 6    | 111 517 |
| 5e semaine  | 7    | 66 786  |
| 6e semaine  | 11   | 30 875  |
| 7e semaine  | 16   | 19 129  |

### Critiques
Le film a reçu un accueil critique plutôt mitigé de la part de la presse. Pour Paris Match le film est « irrévérencieux et provoque le rire à chaque scène ». L'Obs a été convaincu par le film et par la prestation de Camille Cottin. Metro décrit le film comme « une adaptation audacieuse mais inégale ». Pour Les Inrockuptibles, le résultat « n’est pas honteux, tout juste handicapé par son dispositif » et pour Le Parisien il n'est « pas si mal. Il serait malhonnête de cacher que l'on a souri souvent ». Le Figaro juge que ce qui était amusant sous la forme d'une rubrique d'une minute quarante secondes ne tient pas la distance sur une heure vingt minutes, et qu'au final le film « accumule les clichés et les fausses bonnes idées ».

## Distinctions

### Nomination
- César 2016 : 
  - Meilleur espoir féminin pour Camille Cottin
- Festival du film de Hambourg 2015
  - Audience Award pour Éloïse Lang et Noémie Saglio

## Autour du film
Réalisé en caméra cachée, le film reprend le principe de la série Connasse, dans laquelle l'actrice Camille Cottin interprétait son personnage face à des inconnus. Le personnage de la « connasse » parisienne est cette fois non seulement décliné dans un long-métrage, mais transposé face à des Britanniques qui ne connaissent a priori pas la série et sont donc peu susceptibles de reconnaître la comédienne.
Camille Cottin a été arrêtée deux fois par la police londonienne pendant le tournage : une première fois pour avoir escaladé les grilles du palais de Kensington et une seconde fois pour avoir perturbé la chorégraphie du changement de la garde au palais de Buckingham. L'actrice a passé deux nuits au poste mais est parvenue, pour éviter une interdiction de tournage, à faire croire à la police qu'elle participait à un enterrement de vie de jeune fille.